# Швецова, Таисия Александровна
Таисия Александровна Швецова (род. 1937, д. Стешково, Калининская область) — советская и российская художница.

## Биография
Родилась в 1937 году в деревне Стешково Калининской (ныне Тверской) области.
Во время войны в 1945 году у неё погибли родители, и в восемь лет Таисия осталась сиротой. Она была определена в Кирилловский детский дом Вологодской области. После детского дома Таисия поступила в Псковский педагогический институт на отделение русского языка и литературы. После окончания института всю жизнь Таисия проработала в школе: учителем русского языка и литературы, учителем истории и библиотекарем. В то время художницу ничего не связывала с искусством до самой пенсии. Так, начиная с 1996 года Таисия Александровна начала рисовать, не думая о выставках и признании.

## Выставки
Наивная художница Таисия Швецова ведёт активную выставочную деятельность с 1999 года, и помогает ей в этом псковский художник, куратор выставок Александр Бушуев.
Выставки Таисии Швецовой:
- В 1999 году участие в передвижной выставке Музея наивного искусства «Пушкинские образы в творчестве наивных художников России».
- В 2000 году открылась персональная выставка художницы в Музее наивного искусства в Москве.
- В 2001 году участие в передвижной выставке Музея наивного искусства «И увидел я новое небо».
- В 2004 году участие в Московском международном фестивале наивного искусства и творчества аутсайдеров «Фёстнаив — 04»
- В 2007 году участие в Московском международном фестивале наивного искусства и творчества аутсайдеров «Фёстнаив — 07»
- В 2008 году состоялись ещё две её персональных выставки в городах Псков и Вильянди (Эстония).
- В 2009 г. состоялись три выставки:
  - в Музее Творческого Объединения «Митьки» под названием «Души прекрасные порывы».
  - в Государственном музее-заповеднике А. С. Пушкина «Михайловское» выставка-подарок «Митьки» — Пушкинскому Заповеднику".
  - в Музее Наивного искусства Латвии на Андрейсале «Души прекрасные порывы».
- В 2012 году участие в выставке из собрания Музея Органической Культуры (Коломна) «Художники, наивно увидевшие окружающую их жизнь»[1] в театре Анатолия Васильева[2].

Работы художницы находятся в фондах Псковского музея-заповедника, Музея наивного искусства (Москва), Музее Органической Культуры (Коломна), в Музее наивного искусства (Екатеринбург), в российских и зарубежных частных собраниях.